# Stazione di San Pietro (Laion)
La stazione di San Pietro (in tedesco Bahnhof Sankt Peter) era una fermata posta sulla ferrovia della Val Gardena. Serviva la frazione di San Pietro, nel comune di Laion (BZ).

## Storia
La fermata venne messa in servizio contestualmente all'attivazione della linea di competenza, il 6 febbraio 1916, dopo cinque mesi di lavori.
La gestione dell'infrastruttura era curata inizialmente dalle Ferrovie Regie Imperiali austro-ungariche (KuK). Nel 1918, al termine della prima guerra mondiale, il territorio della provincia di Bolzano passò sotto la giurisdizione dell'Italia: il governatore militare Guglielmo Pecori Giraldi decretò pertanto che la gestione della linea della Val Gardena (e quella delle relative stazioni) venisse affidata alle Ferrovie dello Stato.
In tale frangente la linea (nata per scopi legati alla logistica militare dell'esercito asburgico) venne fatta oggetto di alcuni interventi atti ad adibirla al trasporto di persone e merci a scopi civili. Completati i lavori, la ferrovia della Val Gardena (e con essa la stazione di San Pietro) fu riattivata il 5 febbraio 1919.
La stazione seguì la sorte della linea di competenza: lasciata priva di adeguati interventi di miglioramento e potenziamento, la Chiusa-Plan cessò di esistere il 28 maggio 1960. Negli anni successivi tutte le infrastrutture (fermate e stazioni incluse), ormai cadute in disuso, furono demolite.

## Strutture e impianti
Nessuna vestigia della stazione è sopravvissuta alla chiusura della linea: il sedime ferroviario è stato infatti adibito al transito della strada statale 242 di Val Gardena e Passo Sella, mentre il fabbricato viaggiatori e le infrastrutture sono state completamente demolite.